# Chevret
Pour l’article homonyme, voir Lita Chevret.
Ne doit pas être confondu avec Chevret du Haut-Jura.
Appelé également Tome de Belley, le Chevret est un petit fromage de chèvre de forme cylindrique. Il est fabriqué dans le département de l'Ain en région Auvergne-Rhône-Alpes.